# Elecciones generales de Kuwait de 1990
Las elecciones generales a la Asamblea Nacional se celebraron en Kuwait el 10 de junio de 1990. La Asamblea, donde sólo la mitad de sus integrantes fue elegida, fue creado por el emir para tratar de apaciguar a manifestantes. Un total de 574 candidatos se disputaron a los 50 escaños, y a pesar de que la oposición llamó a un boicot la participación fue de 62,3%.